# Hospitaled
Hospitaled (Hespitalet d'Espluguiello en aragonés)[cita requerida] es una localidad perteneciente al municipio de Bárcabo, en la provincia de Huesca, comunidad autónoma de Aragón, España. En 2018 contaba con 8 habitantes.